# Elsau
Elsau es una comuna suiza del cantón de Zúrich, situada en el distrito de Winterthur. Limita al norte con la comuna de Wiesendangen, al noreste con Bertschikon y Elgg, al sureste con Hofstetten bei Elgg, sur con Schlatt, y al oeste con Winterthur.

## Transportes
Ferrocarril
La comuna cuenta con dos estaciones ferroviarias, la estación de Schottikon, situada en el este de la comuna, y la Estación de Räterschen, en la zona oeste de la comuna. En ambas paran trenes de cercanías de una línea de la red S-Bahn Zúrich.